# Aníbal Machado
Aníbal Machado (9 de diciembre de 1884 - 20 de enero de 1964) fue un escritor y profesor brasileño nacido en Sabará, Minas Gerais. Fue presidente de la Asociación Brasileña de Escritores y recibió numerosos premios por sus novelas. También fue honrado por la Academia Brasileña de Letras. Él es el padre de la dramaturga María Clara Machado.
Antes de ser escritor, Aníbal Machado fue jugador de fútbol, anotó el primer gol de la historia del Clube Atlético Mineiro en 21 de marzo de 1909.